# 적산온도
적산온도(積算溫度, Winkler scale)는 작물의 생육에 필요한 열량을 나타내기 위한 지표로, 생육일수와 일평균기온을 곱한 값이다.
적산온도를 계산할 때 일평균기온은 해당 작물이 활동할 수 있는 최저온도 이상의 것만을 택한다. 기준온도는 작물에 따라 다르지만 가을채소와 같이 저온에서 자라는 것과 일반적인 온대지방의 여름작물은 5℃, 고온을 요하는 작물은 15℃로 한다. 작물별 최소 적산온도 값은 감자 1,000℃, 보리 1,600℃, 벼 2,000℃이다.